# Campanario
Campanario – miasto w Portugalii (Madera). Według danych szacunkowych na rok 2008 liczy 3 906 mieszkańców